# 에릭 플레밍

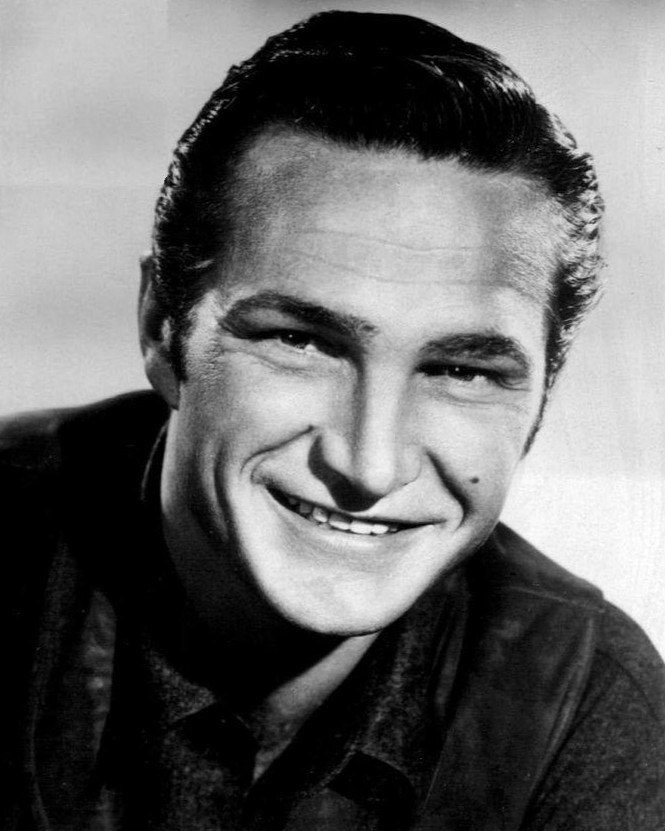

에릭 플레밍(Eric Fleming, 1925년 7월 4일 ~ 1966년 9월 28일)은 미국의 배우이다.

## 출연 작품
- 올모스트 가이스 (2004년)
- 글래스 바텀 보트 (1966년)
- 로우하이드 (1959년)
- 외계에서 온 여왕 (1958년)
- 우주 정복 (1955년)

### 텔레비전
- 보난자 (1959년)
- 빌코 상사 (1955년)